# Liam Graham
Liam Graham (* 12. September 2004 in Glasgow) ist ein schottischer Snookerspieler, der sich mit dem Gewinn der U21-Europameisterschaft 2023 für die Saisons 2023/24 und 2024/25 der professionellen World Snooker Tour qualifizierte.

## Leben
Graham wurde 2004 in Glasgow geboren. Ab Mitte der 2010er-Jahre trat er zunächst in Schottland und später auch bei internationalen Juniorenturnieren als Snookerspieler in Erscheinung. 2018 erreichte er bei der U16-Weltmeisterschaft der Jungen das Achtelfinale. Im folgenden Jahr nahm er auf Einladung am Snooker Shoot-Out teil und absolvierte gegen Jak Jones sein erstes Spiel auf der Profitour. Ein Jahr später zog Graham unter anderem bei den WSF Junior Open und der U18-Europameisterschaft ins Achtelfinale ein.
Gleichzeitig unternahm er Versuche, sich für die Profitour zu qualifizieren. Dafür nahm er ab 2020 jährlich an der Q School teil, konnte aber abgesehen von einer Halbfinalteilnahme in seiner Gruppe im ersten Turnier 2020 keine nennenswerten Erfolge erzielen. Daneben erhielt er einige weitere Einladungen zu einzelnen Profiturnieren, da er als Amateur weitere Erfolge einfahren konnte. 2021 und 2022 wurde er schottischer U21-Meister und 2022 auch schottischer Vize-Meister der Herren. Daneben erreichte er unter anderem das Halbfinale der U18-Europameisterschaft 2021 und das Viertelfinale der WSF Junior Championship 2022. Im Frühjahr 2023 gewann er schließlich gegen Julian Bojko das Endspiel der U21-Europameisterschaft, wodurch er für die Spielzeiten 2023/24 und 2024/25 eine Startberechtigung für die Profitour erhielt.
In der Saison 2024/25 erreichte er das Finale des Snooker Shoot-Out 2024, in dem er  Tom Ford  mit 28:31 knapp unterlag. Das Shoot-Out wird in einem Frame entschieden, angegeben sind die erzielten Punkte. Auf seinem Weg ins Finale schlug er die Top-16-Spieler Ali Carter und Mark Selby.

## Erfolge
| Ausgang            | Jahr | Turnier                             | Finalgegner     | Ergebnis |
| ------------------ | ---- | ----------------------------------- | --------------- | -------- |
| Ranglistenturniere |      |                                     |                 |          |
| Zweiter            | 2024 | Snooker Shoot-Out 2024              | Tom Ford        | 28:31 a  |
| Amateurturniere    |      |                                     |                 |          |
| Sieger             | 2021 | Schottische U21-Meisterschaft       | Aaron Graham    | 4:2      |
| Sieger             | 2022 | Schottische U21-Meisterschaft       | Amaan Iqbal     | 5:1      |
| Zweiter            | 2022 | Schottische Snooker-Meisterschaft   | Michael Collumb | 3:7      |
| Sieger             | 2023 | EBSA-U21-Snookereuropameisterschaft | Julian Bojko    | 5:1      |